# El fascista, doña Pura y el follón de la escultura
El fascista, doña Pura y el follón de la escultura es una película española de comedia erótica estrenada en 1983, escrita y dirigida por Joaquín Coll Espona.

## Sinopsis
En los últimos años de la dictadura franquista, el pleno del consistorio municipal de un pequeño pueblo, encabezado por José Ribas, decide encargar una estatua ecuestre de Francisco Franco a Ramón, un escultor de ideología izquierdista que se encuentra en la ruina. El encargado de darle la noticia es el concejal Luis, quien tiene una relación con Pura, la esposa de Ramón. Aunque inicialmente declina la propuesta, Ramón acaba aceptando realizarla. Cuando finalmente Ramón ha terminado su obra, Franco acaba de morir. El nuevo consistorio municipal piensa que ya no interesa inaugurarla, pero para contentar a Ramón deciden encargarle una nueva estatua dedicada a la democracia.

## Reparto
- José Luis López Vázquez - José Ribas
- José Sazatornil - Pedro
- Ovidi Montllor - Ramón
- Nieves Navarro - Pura
- José María Cañete - Luis
- Pep Corominas - Jorge
- Josep Maria Angelat - Andrés
- Alfred Lucchetti - Franquista
- Elisenda Ribas - Mujer de Pedro
- Rafael Anglada - Juan
- Joan Monleón - Don Julio
- Fernando Rubio - Julián
- Carles Velat - Policía
- Miguel Palenzuela	- Miembro de la oposición